# Hemicircus
Hemicircus és un gènere d'ocells de la família dels pícids (Picidae).

## Taxonomia
Aquest gènere és considerat una branca basal dels picinae, arran els treballs de Fuchs et al (2007).

## Llista d'espècies
Aquest gènere està format per tres espècies:
- picot de Canens (Hemicircus canente).
- picot cuacurt de Java (Hemicircus concretus).
- picot cuacurt d'Indonèsia (Hemicircus sordidus).